# خوان تريب
خوان تيري تريب (27 يونيو 1899 - 3 أبريل 1981) كان رائدًا أمريكيًا في مجال الطيران التجاري ورجل أعمال ومؤسس خطوط بان أمريكان العالمية، إحدى شركات الطيران الشهيرة في القرن العشرين. وكان له دور فعال في العديد من التطورات الثورية في تاريخ شركات الطيران، متضمنةً تطوير وإنتاج طائرة بوينج 314 كليبر، التي فتحت مجال السفر عبر المحيط الهادئ، وطائرة بوينج ستراتولاينر التي ساعدت على ريادة ضغط المقصورة، وطائرة بوينج 707 وبوينج 747، التي قدمت عصر الطائرات النفاثة الجامبو (تطورت من قاذفات سلاح الجو وناقلات النقل وتصميم النقل، على التوالي). تزامن توقيع تريب على عقد 747 مع الذكرى الخمسين لبوينغ.

## بداية حياته
وُلد تريب في سي برايت، بولاية نيو جيرسي، في 27 يونيو 1899، وهو حفيد الملازم أول جون تريب، قبطان يو إس إس فيكسن. لأنه كان يُدعى جوان، يُعتقد -على نطاق واسع- أنه من أصل هسباني، ولكن عائلته كانت في الواقع من أصول شمال أوروبية واستقرت في ماريلاند عام 1664. سمي على اسم خوانيتا تيري، الزوجة الفنزويلية لعمه الأكبر. التحق تريب بمدرسة بوفيا وتخرج من مدرسة هيل في عام 1917.
التحق بجامعة ييل، ولكنه غادر عندما دخلت الولايات المتحدة الحرب العالمية الأولى لتقديم طلب للتدريب على الطيران مع البحرية الأمريكية. بعد الانتهاء من التدريب في يونيو 1918، عُين طيارًا بحريًا وتقلد منصب ملازم في احتياطي البحرية الأمريكية. ومع ذلك، فإن نهاية الحرب العالمية الأولى منعته من الطيران في القتال. سُرِح من الخدمة الفعلية، وعاد إلى جامعة ييل وتخرج في عام 1921. وفي أثناء وجوده هناك، كان عضوًا في قاعة سانت أنتوني وفي جمعية الجمجمة والعظام. كان تريب أمين الصندوق في الاجتماع الأول للجمعية الوطنية للطيران بين الكليات في عام 1920.

## حياته المهنية
بعد التخرج من جامعة ييل، بدأ تريب العمل في وول ستريت، ولكنه سرعان ما شعر بالملل. في عام 1922، جمع الأموال من زملائه القدامى في جامعة ييل، وباع لهم أسهمًا في شركة الطيران الجديدة، وهي خدمة تاكسي جوي للأثرياء وذوي النفوذ تسمى Long Island Airways. مرة أخرى، قام تريب بالاستفادة من أصدقائه الأثرياء من جامعة ييل، واستثمر في شركة طيران تسمى Colonial Air Transport، التي مُنِحت طريقًا جديدًا وعقد بريد جوي في 7 أكتوبر 1925. بسبب اهتمامها بالعمل في منطقة البحر الكاريبي، أنشأت تريب شركة الطيران في الأمريكيتين. مقرها في فلوريدا، بعدها ستتطور الشركة لتصبح الناقل الرسمي للولايات المتحدة، خطوط بان أمريكان الجوية، والمعروفة باسم بان آم.
أقلعت أول رحلة لشركة بان آم في 19 أكتوبر 1927، من كي ويست، فلوريدا، إلى هافانا، كوبا، في طائرة عائمة من طراز فيرتشايلد إف سي-2، وسلِّمت إلى West Indian Aerial Express في جمهورية الدومينيكان. اكتملت رحلة العودة من هافانا إلى كي ويست، في بان آم فوكر إف السابعة، في 29 أكتوبر، وتأخرت من 28 أكتوبر بسبب الأمطار.

## حياته الشخصية
كان تريب عضوًا في نادي الغولف الملكي القديم في سانت أندروز في اسكتلندا ورئيسًا لنادي ميدستون في إيست هامبتون، نيويورك، من عام 1940 إلى عام 1944.
تزوج تريب من إليزابيث (بيتي) ستيتينيوس تريب (1904-1983)، أخت وزير خارجية الولايات المتحدة إدوارد آر ستيتينيوس جونيور، في عام 1928. كان لديهم أربعة أطفال، إليزابيث (بيتسي)، وجون تيري، وتشارلز وايت، وإدوارد ستيتينيوس تريب، الذي يقيم الآن في تاكر تاون، برمودا، حيث يشغل منصب المدير التنفيذي لنادي تاكر بوينت ويعمل في المجلس الاستشاري لمطار برمودا الدولي. استمر زواجهما حتى وفاة تريب عام 1981.